# 許俊翔
許俊翔（1973年—），台灣陶藝家。出身於陶藝世家（台北市士林區裕源陶瓷），師承陶藝大師吳毓棠，並接續日治時期貴子坑溪的「北投陶」傳統創作。曾任中華民國陶藝協會第七屆理事、第八屆秘書長暨常務理事、第九屆副理事長，現任財團法人三芝文化基金會董事。

## 創作特色
- 2000年－2007年：以「鋅」化合物作為釉色原料發色，創作『鋅結晶釉』系列作品。
- 2004年至今：陽明山原礦土柴燒，也稱為草山原礦土柴燒，以陽明山的原礦土特別調配而成的陶土捏製，使用台灣相思木在北海岸石門鄉的八甲窯柴燒連續四日夜，窯溫攀爬至1230℃－1250℃高溫，鍛鍊出原礦陶土的色澤變化同時也使自然的落灰溶融為天成的自然釉，每一次窯燒皆是獨一無二的火與土相碰觸，呈現脫胎換骨後再生的質樸的樣貌。

## 建窯
- 2007 建立源林窯 [7]
- 2008 建立八甲窯 [8]
- 2015 建立山彩窯 [9]

## 展覽
- 2000~2001年 吳毓棠、陳實涵、曾冠錄、許俊翔―彩瓷書畫聯展[10]
- 2002年 台北佛光緣美術館中、日、韓聯展
- 2007年 日本東京都近代美術館聯展; 韓國聞慶陶瓷博物館聯展; 中國上海中華陶藝之美聯展;桃園國際機場聯展;台北市長官邸藝文沙龍個展[11]
- 2008年 日本大阪美術館聯展;桃園國際機場聯展; 中正紀念堂個展
- 2009年 日本京都市立美術館聯展; 國防大學 北投名窯展; 市長官邸藝文沙龍柴燒個展;「柴窯陶瓷文化」聯展[12]
- 2010年 「2010北海柴燒元年」陶藝展 [13]; 福虎生豐-許俊翔陶藝個展 [14]，國立中正紀念堂陶作寄語[15]
- 2012年 廈門柴燒茶陶藝術個展[16]; 2012北海柴燒三年-柴燒與生活陶藝展[17]
- 2015年 「2015中正梅花節」-賞梅薪傳特展[18] ; 台北市長官邸藝文沙龍 -- 山彩個展[19][20]
- 2016年 「北海岸基因藝文特展」[21]

## 獎項
- 2002年 日本東京國立新美術館日本ART未來協會「7th 國際公募ART未來展」以作品"宇宙"入選 [22]
- 2003年 台灣工藝研究所 良品美器入選
- 2004年 日本東京國立新美術館日本ART未來協會「9th 國際公募ART未來展」以作品"天使"入選 [23]
- 2008年 創意生活．陶瓷新品評鑑展陳設類 入選
- 2009年 鶯歌燒品牌計畫－青花艷 入選[24]
- 2010年 鶯歌燒品牌計畫—結晶釉評鑑展以作品"圓滿"[25]入選
- 2014年 中国（扬州）工艺品博览会”年度“艺景收藏杯”评比银奖。[26]

## 出版品
- 北投名窯陶藝展,  ISBN：9860201498[27]

## 社會活動參與
- 2010北海岸藝術家家遊 [28]

## 腳註
1. ↑  .   [2015-11-18]. （原始内容存档于2016-03-06）.
2. ↑  .   [2015-11-18]. （原始内容存档于2020-10-21）.
3. ↑  .   [2015-10-25]. （原始内容存档于2016-04-01）.
4. ↑  .   [2015-10-25]. （原始内容存档于2015-11-18）.
5. ↑  . culture.skm.com.tw.   [2019-03-07]. （原始内容存档于2016-03-04）.
6. ↑  .   [2015-10-25]. （原始内容存档于2015-11-18）.
7. ↑  .   [2015-11-05]. （原始内容存档于2016-05-30）.
8. ↑  .   [2015-11-04]. （原始内容存档于2016-03-04）.
9. ↑  . www.taihainet.com.   [2015-10-25]. （原始内容存档于2019-03-07）.
10. ↑  臺華大記事
11. ↑  .   [2015-10-28]. （原始内容存档于2016-03-04）.
12. ↑  . news.ltn.com.tw.   [2019-03-07]. （原始内容存档于2019-03-08）.
13. ↑  .   [2015-10-25]. （原始内容存档于2016-03-04）.
14. ↑  .   [2015-11-03]. （原始内容存档于2019-04-28）.
15. ↑  .   [2015-11-04]. （原始内容存档于2016-03-04）.
16. ↑  廈門柴燒茶陶藝術個展[永久]
17. ↑  .   [2015-11-03]. （原始内容存档于2016-05-20）.
18. ↑  .   [2015-11-03]. （原始内容存档于2016-03-04）.
19. ↑  .   [2015-11-03]. （原始内容存档于2016-04-11）.
20. ↑  山彩 許俊翔柴燒個展
21. ↑  .   [2016-01-13]. （原始内容存档于2016-10-20）.
22. ↑  .   [2015-11-18]. （原始内容存档于2016-03-05）.
23. ↑  .   [2015-11-18]. （原始内容存档于2016-03-05）.
24. ↑  .   [2015-11-18]. （原始内容存档于2015-11-19）.
25. ↑  .   [2015-11-18]. （原始内容存档于2015-11-19）.
26. ↑  全国（扬州）工艺品博览会”年度“艺景收藏杯”评比银奖。[]
27. ↑  2006文化創意產業工藝人才培訓成果專輯
28. ↑  2010北海岸藝術家家遊開放「石門八甲柴窯工作室」供遊客免費參觀